# Подсемейство белков
Подсемейство белков — это нижний уровень в классификации белков. В структурной классификации белков SCOP термин семейство белков означает, что все члены семейства эволюционно связаны (имеют общего предка), имея высокую степень не только структурной гомологичности, но и гомологичности аминокислотных последовательностей и высокую степень функционального подобия. Определение подсемейства белков налагает ещё более жёсткие ограничения: требуется, чтобы члены подсемейства имели одинаковые сайты для взаимодействия (с другими белками, с лигандами в случае рецептора, с субстратами в случае фермента) и одинаковых партнёров для таких взаимодействий, а также сходные кинетические параметры взаимодействия.